# Калиновское сельское поселение (Пермский край)
Калиновское сельское поселение — муниципальное образование в составе Чернушинского района Пермского края.
Административный центр — село Калиновка.
В декабре 2004 года в результате реформы местного самоуправления Законом Пермского края наделено статусом сельского поселения.

## Географические положение
Поселение расположено на севере Чернушинского района.

## История
С 1924 года по 2006 года на территории поселения был Калиновский сельский совет. С 2006 года в результате реформы местного самоуправления образовано Калиновское сельское поселение.

## Население
По данным переписи 2010 года численность населения составила 742 человека, в том числе 361 мужчина и 381 женщина.
| 2010 | 2012 | 2013 | 2014 | 2015 | 2016 | 2017 |
| ---- | ---- | ---- | ---- | ---- | ---- | ---- |
| 742  | ↘714 | ↘710 | ↘704 | ↘689 | ↗701 | ↘660 |
| 2018 | 2019 |      |      |      |      |      |
| ↘637 | ↘616 |      |      |      |      |      |

## Населённые пункты
| Название    | Тип населённого пункта       | Население, 2010 год | Почтовый индекс | ОКАТО          |
| ----------- | ---------------------------- | ------------------- | --------------- | -------------- |
| Калиновка   | Село, административный центр | 512                 | 617 805         | 57 257 831 001 |
| Коробейники | Деревня                      | 197                 | 617 830         | 57 257 816 005 |
| Березовка   | Деревня                      | 26                  | 617 830         | 57 257 831 002 |
| Ленинский   | Посёлок                      | 5                   | 617 805         | 57 257 831 006 |
| Богатовка   | Деревня                      | 2                   | 617 805         | 57 257 831 003 |
| Ключи       | Деревня                      | 0                   | 617 830         | 57 257 831 004 |
| Шишовка     | Деревня                      | 0                   | 617 830         | 57 257 831 007 |

## Экономика
ООО «Калиновское» (с. Калиновка)

## Объекты социальной сферы
- общеобразовательные учреждения:[14]
  - МОУ «Калиновская средняя общеобразовательная школа»
- дошкольные образовательные учреждения:[15]
  - МДОУ «Калиновский детский сад»
- учреждения здравоохранения:[16]
  - Калиновский ФАП
  - Коробейниковский ФАП